# Разорванное кольцо
«Разо́рванное кольцо́» — мемориал, входящий в «Зелёный пояс Славы», расположен на западном берегу Ладожского озера. Открыт 29 октября 1966 года. Находится на Вагановском спуске, откуда автоколонны брали курс к восточному берегу бухты Петрокрепость Ладожского озера, и куда потом возвращались, преодолев расстояние в 30 километров.

## Описание
Две железобетонные полуарки (вес 32 тонны, высота 7 метров) символизируют кольцо блокады, разрыв между ними — «Дорогу жизни». На площадке под арками в бетоне — следы протектора машин. Рядом с мемориалом были расположены два белых железобетонных шара, имитирующие прожекторные установки, и подлинное 85-мм зенитное орудие.
У подножия кольца выбиты строки:
Потомок, знай: в суровые года,
Верны народу, долгу и Отчизне,
Через торосы ладожского льда
Отсюда мы вели дорогу Жизни,
Чтоб жизнь не умирала никогда.Бронислав Кежун
Был возведён в 1966 году. Объект культурного наследия.
9 мая 2015 в год 70-летия Победы в Великой Отечественной войне после реконструкции мемориала на площадке под бетонными арками в чаше в виде пятиконечной звезды был зажжён Вечный огонь, доставленный сюда с Пискарёвского кладбища.
Местонахождение — Ленинградская область (N 60° 4.888740 E 31° 4.060380), деревня Коккорево. Добраться к нему можно по дороге: 41К-064 (Санкт-Петербург — Морье), 38 км, севернее деревни Коккорево на выезде к Ладоге.
У мемориального комплекса располагается старт на дистанции 42 км 195 м и 5 км и финиш дистанции 5 км ежегодного международного зимнего марафона «Дорога жизни».

## Авторы
Авторы мемориала:
- авторы идеи памятника: архитектор В. Г. Филиппов, скульптор К. М. Симун,
- архитектор В. Г. Филиппов;
- инженер-конструктор И. А. Рыбин;
- скульптор К. М. Симун.

Авторы, дополнившие работу впоследствии:
- художник В. Н. Яковлев;
- скульптор В. Т. Дугинец.

## Галерея

Мемориал «Разорванное кольцо». 2009 год
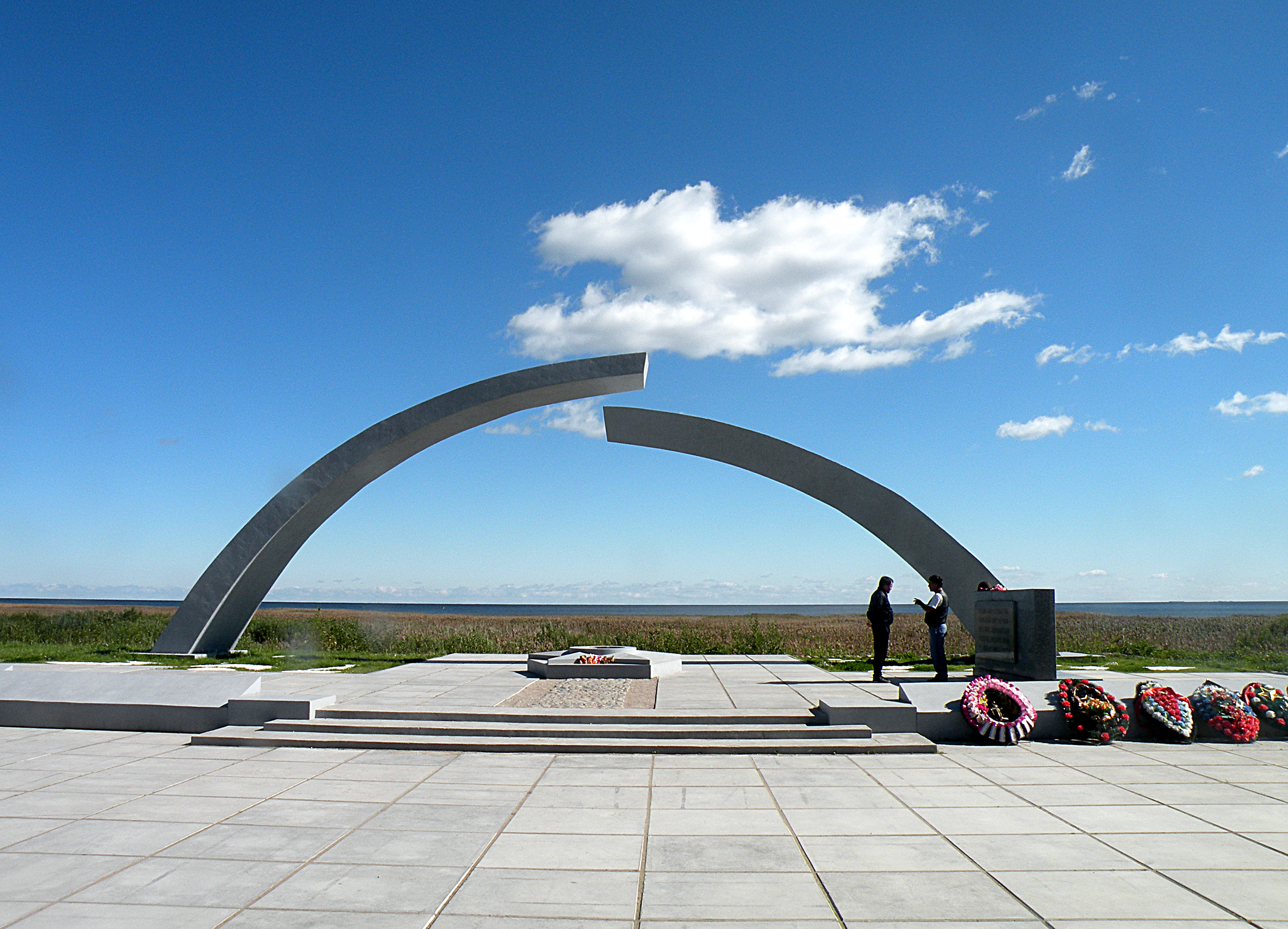
Мемориал «Разорванное кольцо». 2016 год
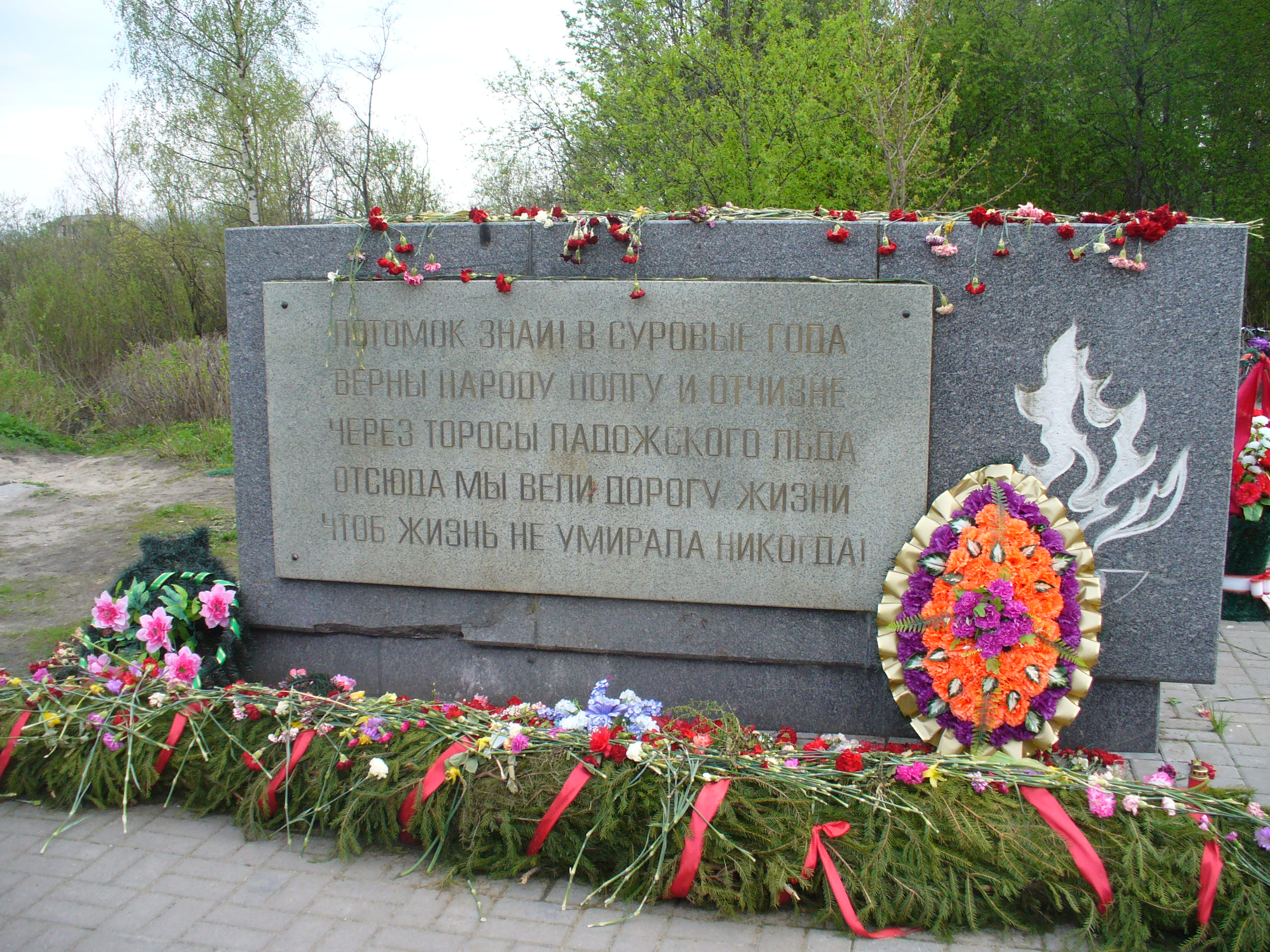
Элемент мемориала